# 잠빌주

잠빌 주의 위치

잠빌주(카자흐어: Жамбыл облысы, 러시아어: Жамбылская область)는 카자흐스탄의 주이다. 주도는 타라즈이다.

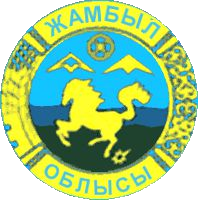
주 문장

## 지리
키르기스스탄과 접해 있지만 우즈베키스탄과 매우 가깝다. 잠빌 주는 카라간다주, 투르키스탄주, 알마티주와도 접해 있다. 총 면적은 14만4,000 sq km이다. 북동쪽은 발하시호(Balqash Köli)가 위치해 있다.

## 행정 구역
10개의 군
- 바이작스키 군(Байзакский район) — 사리케메르(Сарыкемер)
- 잠빌스키 군(Жамбылский район) — 아사(Аса)
- 주알린스키 군(Жуалынский район) — 모미슐리(Момышулы)
- 코르다이스키 군(Кордайский район) — 코르다이(Кордай)
- 메르켄스키 군(Меркенский район) — 메르케(Мерке)
- 모인쿰스키 군(Мойынкумский район) — 모인쿰(Мойынкум)
- 리스쿨롭스키 군(Рыскуловский район) — 쿨란(Кулан)
- 사리수스키 군(Сарысуский район) — 자나타스(Жанатас)
- 탈라스키 군(Таласский район) — 카라타우(Каратау)
- 슈스키 군(Шуский район) — 톨레비(Толе би)

중심지는 타라즈이고 3개의 도시(카라타우, 자나타스, 슈)가 위치해 있다.

## 주민
인구는 96만2,000명이다. 카자흐족이 48.8%, 러시아인이 26.5%를 차지한다.